# Месопотамо
Месопотамо или Арджили (на гръцки: Μεσοπόταμο, катаревуса: Μεσοπόταμον, Месопотамон, до 1927 Αλτσιλή, Алцили) е село в Егейска Македония, Гърция, част от дем Бешичко езеро в административна област Централна Македония. Според преброяването от 2001 година селото има 103 жители.

## География
Селото е разположено в северната част на Халдикидическия полуостров.

## История
След Междусъюзническата война в 1913 година попада в Гърция. В 1926 година името на селото е сменено от Арджили на Месопотамо, но промяната влиза официално в следващата 1927 година. Според преброяването от 1928 година Месопотамо е изцяло бежанско село с 25 бежански семейства с 96 души.